# Lady Bird Lake
Il Lady Bird Lake è un lago artificiale sul fiume Colorado, situato presso la città di Austin, in Texas.
Il bacino si formò nel 1960 in conseguenza della costruzione di una diga sul fiume Colorado per regimentare il flusso delle acque e per creare una riserva idrica per la città di Austin. Ha un'area di 189 ha e una profondità massima di 5,5 metri.
Intorno al lago è stata costruita la "Hike and Bike Trail", una pista ciclabile e pedonabile lunga 16,3 km, molto frequentata dagli abitanti di Austin per fare jogging, passeggiate e giri in bicicletta.
Il lago si chiamava inizialmente "Town Lake", in luglio 2007 il City Council di Austin ha approvato una delibera per cambiare il nome del lago, dedicandolo a Lady Bird Johnson, moglie di Lyndon Johnson, 39º Presidente degli Stati Uniti.